# Shorttrack-Europameisterschaften 2024
Die Shorttrack-Europameisterschaften 2024 waren die 27. Auflage der Shorttrack-Europameisterschaften und fanden vom 12. bis zum 14. Januar 2024 in der Hala Olivia in der polnischen Stadt Danzig statt. Ausrichter war die Internationale Eislaufunion (ISU).
Erfolgreichste Teilnehmerin war die Niederländerin Xandra Velzeboer, die drei Gold- und eine Bronzemedaille gewann. Bei den Männern war Pietro Sighel aus Italien am erfolgreichsten. Er konnte alle drei Einzelrennen der Männerkonkurrenz für sich entscheiden.

## Teilnehmende Nationen
Insgesamt nahmen 117 Athleten aus 24 Ländern an den Europameisterschaften teil, darunter 71 Männer und 46 Frauen.
| Teilnehmende Nationen (Frauen/Männer)                                                                               | Teilnehmende Nationen (Frauen/Männer)                                                  | Teilnehmende Nationen (Frauen/Männer)                                                      | Teilnehmende Nationen (Frauen/Männer)                                                   |
| --- | -------------------------------------------------------------------------------------- | ------------------------------------------------------------------------------------------ | --------------------------------------------------------------------------------------- |
| Belgien (2/5) Bosnien und Herzegowina (0/1) Bulgarien (1/4) Deutschland (4/3) Frankreich (5/5) Großbritannien (0/5) | Irland (0/1) Italien (5/5) Kroatien (2/2) Lettland (0/2) Litauen (1/1) Luxemburg (0/1) | Niederlande (5/5) Norwegen (1/2) Österreich (0/4) Polen (5/5) Schweden (1/0) Schweiz (1/1) | Slowakei (2/1) Slowenien (0/1) Tschechien (1/2) Türkei (0/5) Ukraine (5/5) Ungarn (5/5) |

## Ablauf
Im Rahmen der Shorttrack-EM 2024 wurden Einzelrennen über 500 Meter, 1000 Meter und 1500 Meter (jeweils Frauen und Männer) sowie Staffeln über 3000 Meter (Frauen), 5000 Meter (Männer) und über 2000 Meter (Mixed) gelaufen.
Bei den Frauen entschied Xandra Velzeboer den Wettkampf über 500 Meter für sich. Das Rennen über 1000 Meter gewann Hanne Desmet aus Belgien. Über 1500 Meter gewann die Italienerin Elisa Confortola die Goldmedaille. Im Staffel-Rennen konnte sich das niederländische Team durchsetzten, vor den Staffeln aus Italien und Frankreich.
Die Einzelrennen der Männerkonkurrenz gewann alle der Italiener Pietro Sighel. Den Staffel-Wettbewerb gewann die niederländische Staffel vor den Teams aus Belgien und Polen.
In der Mixed-Staffel konnte die Niederlande den EM-Titel aus dem Vorjahr verteidigen. Die Silbermedaille ging an die Staffel aus Polen, vor dem belgischen Team.

## Ergebnisse

### Frauen
| Wettbewerb         | Gold                                                                          | Gold         | Silber                                                                            | Silber       | Bronze                                                                   | Bronze       |
| Wettbewerb         | Athletin                                                                      | Leistung     | Athletin                                                                          | Leistung     | Athletin                                                                 | Leistung     |
| ------------------ | ----------------------------------------------------------------------------- | ------------ | --------------------------------------------------------------------------------- | ------------ | ------------------------------------------------------------------------ | ------------ |
| 500 Meter          | Xandra Velzeboer                                                              | 0:42,587 min | Selma Poutsma                                                                     | 0:42,734 min | Hanne Desmet                                                             | 0:42,825 min |
| 1000 Meter         | Hanne Desmet                                                                  | 1:33,675 min | Selma Poutsma                                                                     | 1:34,293 min | Xandra Velzeboer                                                         | 1:34,453 min |
| 1500 Meter         | Elisa Confortola                                                              | 2:45,511 min | Gloria Ioriatti                                                                   | 2:45,514 min | Rebeka Sziliczei-Német                                                   | 2:46,890 min |
| 3000 Meter Staffel | NiederlandeSelma Poutsma Yara van Kerkhof Diede van Oorschot Xandra Velzeboer | 4:14,234 min | ItalienChiara Betti Elisa Confortola Gloria Ioriatti Arianna Sighel Katia Filippi | 4:14,426 min | FrankreichBérénice Comby Gwendoline Daudet Aurélie Lévêque Cloé Ollivier | 4:18,934 min |

### Männer
| Wettbewerb         | Gold                                                        | Gold         | Silber                                                                       | Silber       | Bronze                                                            | Bronze       |
| Wettbewerb         | Athlet                                                      | Leistung     | Athlet                                                                       | Leistung     | Athlet                                                            | Leistung     |
| ------------------ | ----------------------------------------------------------- | ------------ | ---------------------------------------------------------------------------- | ------------ | ----------------------------------------------------------------- | ------------ |
| 500 Meter          | Pietro Sighel                                               | 0:41,428 min | Teun Boer                                                                    | 0:41,512 min | Stijn Desmet                                                      | 0:41,623 min |
| 1000 Meter         | Pietro Sighel                                               | 1:26,008 min | Niall Treacy                                                                 | 1:26,111 min | Stijn Desmet                                                      | 1:26,151 min |
| 1500 Meter         | Pietro Sighel                                               | 2:21,555 min | Friso Emons                                                                  | 2:21,583 min | Itzhak de Laat                                                    | 2:21,623 min |
| 5000 Meter Staffel | NiederlandeTeun Boer Itzhak de Laat Friso Emons Kay Huisman | 7:24,370 min | BelgienStijn Desmet Adriaan Dewagtere Ward Pétré Warre Van Damme Enzo Proost | 7:24,393 min | PolenŁukasz Kuczyński Michał Niewiński Félix Pigeon Diané Sellier | 7:30,056 min |

### Mixed
| Wettbewerb         | Gold                                                                             | Gold         | Silber                                                                                                | Silber       | Bronze                                                                        | Bronze       |
| Wettbewerb         | Athleten                                                                         | Leistung     | Athleten                                                                                              | Leistung     | Athleten                                                                      | Leistung     |
| ------------------ | -------------------------------------------------------------------------------- | ------------ | --- | ------------ | ----------------------------------------------------------------------------- | ------------ |
| 2000 Meter Staffel | NiederlandeTeun Boer Kay Huisman Selma Poutsma Xandra Velzeboer Yara van Kerkhof | 2:41,376 min | PolenNikola Mazur Michał Niewiński Diané Sellier Kamila Stormowska Łukasz Kuczyński Gabriela Topolska | 2:41,385 min | BelgienTineke den Dulk Hanne Desmet Stijn Desmet Adriaan Dewagtere Ward Pétré | 2:41,474 min |

## Medaillenspiegel
| Platz  | Land           | Gold | Silber | Bronze | Gesamt |
| ------ | -------------- | ---- | ------ | ------ | ------ |
| 1      | Niederlande    | 4    | 4      | 2      | 10     |
| 2      | Italien        | 4    | 2      | –      | 6      |
| 3      | Belgien        | 1    | 1      | 4      | 6      |
| 4      | Polen          | –    | 1      | 1      | 2      |
| 5      | Großbritannien | –    | 1      | –      | 1      |
| 6      | Frankreich     | –    | –      | 1      | 1      |
| 6      | Ungarn         | –    | –      | 1      | 1      |
| Gesamt | Gesamt         | 9    | 9      | 9      | 27     |